# Helius micracanthus
Helius micracanthus là một loài ruồi trong họ Limoniidae. Chúng phân bố ở vùng Tân nhiệt đới.